# Slå med samma hand
Slå med samma hand är en regel inom tävlingsschack. Regeln innebär att spelaren bara får använda en hand för att genomföra ett drag. Han/hon måste därför även slå om schackklockan med samma hand som denne förflyttade sin pjäs med.